# Dryopteris drakei
Dryopteris drakei är en träjonväxtart som beskrevs av Carl Frederik Albert Christensen. Dryopteris drakei ingår i släktet Dryopteris och familjen Dryopteridaceae. Inga underarter finns listade.